# عبد العزيز ميرزا
عبد العزيز ميرزا، هو أدميرال متقاعد من فئة الأربع نجوم في البحرية الباكستانية، ودبلوماسي ورجل أعمال شغل منصب رئيس البحرية من عام 1999 وحتى التقاعد في عام 2002، وتولي قيادة البحرية بعد استقالة الأدميرال فصيح بخاري بسبب تعيين الرؤساء القريبين للرئيس.
بعد تقاعده من البحرية، شغل لفترة وجيزة منصب سفير باكستان في المملكة العربية السعودية من 2001-2005، ثم أصبح فيما بعد الرئيس التنفيذي لشركة القنطور في إسلام أباد.  خلال خدمته العسكرية في القوات البحرية، حصل الأدميرال ميرزا على تكريم لقيامه بتكليف غواصة طويلة المدى مبتكرة ومحلية في البلاد، وهي غواصة Agosta 90B في عام 1999. 

## سيرة شخصية

### النشأة والمسيرة البحرية
ولد عبد العزيز ميرزا في بلدة صغيرة، دهامالي كالار سيدان، في روالبندي، البنجاب، الهند البريطانية ، في عام 1943.   وُلِد في لـعائلة عسكرية وقام والده بالتجنيد لفترة وجيزة في الجيش الهندي البريطاني ثم تقاعد كضابط (CWO) في فوج قوات الحدود في الجيش الباكستاني.
بعد تخرجه من المدرسة الثانوية المحلية، ذهب إلى الكلية العسكرية جيلوم وحصل على تخرجه قبل التحاقه بالبحرية الباكستانية في عام 1961.  :220 
بعد التخرج، تقدم ميرزا بطلب للأكاديمية العسكرية الباكستانية وتم اختياره مع برويز مشرف و مهدي للمقابلة من قبل القادة في عام 1961 :39  بعد اجتيازه لاختبار اللياقة، درس في الأكاديمية العسكرية الباكستانية مع برويز مشرف الذي ظل صديقه مدى الحياة وعلي كولي خان. :xxi :40 
تم إرساله لاحقًا لحضور أكاديمية البحرية في تركيا حيث تم تدريبه واكتسب عملاً ضابط برتبة ملازم أول في فرع العمليات البحرية في البحرية في عام 1961.  
تم تدريبه كضابط في الحرب وشارك في الحرب الثانية مع الهند في عام 1965 ضد البحرية الهندية كأخصائي مدفعية بحرية. :223–224  في حرب 1965 خدم في دكا. :223–224 ثم خدم لاحقًا في شرق باكستان حيث شارك في عمليات مكافحة التمرد قبل تعيينه في قيادة الغواصة.
بعد الحرب، بدأ الانخراط في دراساته وذهب للانضمام إلى الكلية الحربية الفرنسية حيث تخرج بدرجة الماجستير في دراسات الحرب. في الثمانينيات، عمل في هيئة التدريس في كلية الحرب البحرية في كراتشي وقام بتدريس اللغة الإنجليزية في أكاديمية البحرية في كراتشي. 

### حرب كارجيل ورئاسة البحرية
في عام 1999، انخرطت الهند وباكستان في مواجهة عسكرية في كارجيل، بسبب مغامرة خاطئة قادها رئيس أركان الجيش آنذاك الجنرال برويز مشرف. :1952  لم يؤيد التسلل السري لدعم الجنرال برويز مشرف، لكنه بقي هادئًا لصالح قائد الجيش. :1952 تم توجيه اتهامات ضده بتضليل القائد البحري الأدميرال فصيح بخاري بشأن مسائل حرب كارجيل لصالح قائد الجيش وتمرده على قرار رئيس الوزراء نواز شريف بشأن تعيين رئيس هيئة الأركان المشتركة.:1976
في عام 1999، عقد مؤتمرا صحفيا جنبا إلى جنب مع مشيد حسين سيد وزير الإعلام آنذاك، وحذر الهند في نهاية المطاف من التصعيد في المنطقة. 
في 6 أكتوبر 1999، تمت ترقيته كأدميرال من فئة الأربع نجوم وعُيّن رئيسًا للأركان البحرية بعد استقالة الأدميرال بوخارهي قبل الأوان من لجنته احتجاجًا على رفض الأخير لرئاسة لجنة الأركان المشتركة. ظل الأدميرال ميرزا يدعم الأحكام العرفية في عام 1999 وقيل إنه قريب من رئيس هيئة الأركان المشتركة ورئيس أركان الجيش الجنرال برويز مشرف .  بعد أسبوعين، تم تجنيده كعضو بارز في مجلس الأمن القومي إلى جانب قائد الأركان الجوية المارشال ب . ك. مهدي .  في 4 نوفمبر 1999، أصدر الأدميرال ميرزا تقريراً عن أرقامه، حيث أصدر الجنرال مشرف أوراق إعادته الضريبية. في عام 2000، أعلن الأدميرال ميرزا عن إسقاط غواصات Agosta-90B إلى البحرية الملكية السعودية والبحرية الماليزية الملكية، لكن لم يتم الاتفاق على بيع الغواصات لأن باكستان فرضت قيودًا على الصادرات.
في عام 2001، سأل الرئيس مشرف حول قراره تجاه الإرهاب والتناوب العسكري في غرب باكستان لكن ورد أن الرئيس مشرف حذره بسبب اختلاف رأيه. قيل إنه حذر من توسع البحرية الهندية وأشار إلى أن ميزانية البحرية الهندية قد زادت بنسبة 6900 ٪ منذ عام 1971.
قاد البحرية الباكستانية خلال المواجهة العسكرية بين الهند وباكستان في 2001-2002 وصرح بجرأة أن البحرية الباكستانية ستحتفظ بها ضد البحرية الهندية .  وبصفته قائد البحرية، فهو كان في الإشراف على تطوير وبناء غواصات من طراز Agosta-90B من فئة خالد في مختلف القدرات حيث أنشأت باكستان أول غواصة من السكان الأصليين في عام 2002. 

## مسيرته الدبلوماسية
تقاعد الأدميرال ميرزا من البحرية كقائد بحري لها في 4 أكتوبر 2002 ، وسلّم الأمر إلى الأدميرال شهيد كريم الله في الاحتفال الذي أقيم في البحرية NHQ . 
في 8 أكتوبر 2002، أعلن الرئيس مشرف تعيين الأدميرال ميرزا لمنصب دبلوماسي وعينه سفيرا لباكستان لدى المملكة العربية السعودية. :94    في عام 2005، أشرف على عملية إعادة جواز سفر رئيس الوزراء نواز شريف وعائلته للسفر من جدة إلى لندن.
في عام 2004، تم تكريم السفير ميرزا بجوقة الشرف بأمر شيفالييه من قبل الحكومة الفرنسية. وقد منحه هذا الشرف في المملكة العربية السعودية السفير الفرنسي لدى المملكة العربية السعودية برنارد بوليتي. تم تكريمه تقديراً للمساهمات البارزة في برنامج بناء غواصة باكستانية فرنسية مشتركة، بينما كان السفير رئيسًا للأركان البحرية للبحرية الباكستانية. كسفير، عمل ميرزا على تعزيز العلاقات بين باكستان والسعودية حيث ركز على الاتفاقيات التجارية والتعاون الدفاعي بين البلدين.   
في 26 يناير 2006، غادر ميرزا منصب الدبلوماسي وعاد إلى باكستان حيث حل محله الأدميرال شهيد كريم الله الذي تولى المهمة الدبلوماسية منه في الرياض.  بعد تقاعده من المنصب الدبلوماسي، شارك ميرزا في مجال الشركات في البلاد عندما تم تعيينه مستشارًا تجاريًا لشركة PakGulf Construction في عام 2007. 
في 14 كانون الثاني (يناير) 2010 ، قدم الأدميرال ميرزا مصداقية لتقرير التحقيق الفرنسي الأخير الذي تحدث عن حوالي 49 مليون دولار عمولات في صفقة غواصة أغوستا التي يزعم أن الرئيس السابق آصف علي زرداري ورئيس الأركان البحرية السابق (مخلوع) منصورل حق وبعضها من ضباط البحرية وكشف أن حكومة بنازير آنذاك قد حثت البحرية الباكستانية على الذهاب للغواصات الفرنسية. 
يشغل ميرزا حاليًا منصب الرئيس التنفيذي لشركة The Centaurus في إسلام أباد، حيث يشرف ويدير مشروع إنشاء مجتمع عصري فاخر مصمم بشكل رئيسي يجمع المرافق السكنية مع مركز تسوق عالمي المستوى، وفندق 5 نجوم، ومرافق تجارية وترفيهية.

## روابط خارجية
- الأدميرال شهيد كريم الله يتولى منصب قائد البحرية